# 2NE1
2NE1 (korejsky 투애니원 vyslovuje se „To Anyone“ nebo „Twenty-One“) byla čtyřčlenná jihokorejská dívčí skupina vytvořená společností YG Entertainment. Název skupiny 2NE1 je zkratka pro „Nový vývoj 21. století“.
Do širšího povědomí se skupina dostala v 2009 se singly „Fire“ a „I Don't Care“. Skupina se významně zasloužila o popularizaci K-popu ve Spojených státech, její poslední studiové album Crush bylo první album od korejského interpreta, které se dostalo do první stovky americké hitparády Billboard 200. 

## Kariéra

### Debut a cesta ke slávě (2009)
První píseň „Lollipop“ byla vydána 27. března 2009. Píseň byla vytvořena pro společnost LG, která vedla kampaň pro jejich telefon LG Cyon Lolipop. 2NE1 v ní spolupracovaly se skupinou Big Bang. Hudební video pak mělo debut 28. března 2009. Ovšem tento klip a singl se nepovažují jako oficiální debut. Za ten je považován až již zmiňovaný singl „Fire“. „Lollipop“ můžeme najít v jejich prvním minialbu jako bonusový track.
30. dubna 2009 ředitel společnosti YG Yang Hyun-Suk alias „papa YG“ oznámil, že debutová píseň „Fire“ skupiny 2NE1 bude vydána 6. května téhož roku. Celou skladbu napsal a produkoval Teddy Park ze skupiny 1TYM a měla znít ve stylu hip hop/reggae. Píseň byla uveřejněna na začátku května na oficiálních webových stránkách 2NE1.
„Fire“ vyšla tak, jak bylo naplánováno, 6. května a měla dvě verze videoklipu (space a street verzi). Obě videa byla vydána ve stejný den. Videa zhlédlo více než milion diváků za den a skupina se stala na síti velmi populární. Podle MNet statistiky se zjistilo, že se jméno skupiny stalo nejvíce vyhledávaným heslem na internetu. Skupina též byla odměněna na Cyworld Digital Music Awards a to jak s „Lollipop“, tak i s „Fire“. Tyto skladby se během měsíce staly tak úspěšnými, že získaly i další cenu - Rookie of the Month (česky "Objev měsíce") za květen 2009.
Dostaly také první Mutizen Award po jejich čtvrtém vystoupení v SBS Inkigayo dne 14. června 2009. Druhý Mutizen Award obdržely na SBS Inkigayo 21. června stejného roku. Dva dny po obdržení ocenění, podepsala skupina smlouvu s firmou Fila (společnost vyrábějící sportovní oblečení) a staly se modelkami pro jejich obchodní kampaň.
2NE1 vystoupily v září 2009 na Asia Song Festivalu a spolu se skupinami Big Bang, Super Junior a Girls' Generation reprezentovaly Jižní Koreu. Také získaly cenu jako nová hudební skupina. 1. července vydaly on-line singl „I Don't Care“ ze svého prvního mini-alba. Digitální verze písně zajistila skupině nadále rostoucí popularitu. Na Cyworld Music Charts zaznamenali po hodině od vypuštění skladby neuvěřitelné množství předobjednávek. 2. srpna 2009 předvedly 2NE1 live remix písně „I Don't Care“ ve stylu reggae. Propagace „I Don't Care“ skončila unplugged verzí písně na SBS Inkigayo 30. srpna 2009.

### Studiové album „To anyone“ (2010)
9. února 2010 bez předchozího upozornění se objevil singl „Follow Me“ (Korejsky: „날따라해봐요“, „Nal ddara haebwayo“), který byl použit jako propagační song pro telefon Corpy Folder od Samsungu.
První velké studiové album To Anyone bylo zveřejněno 9. září 2010 a zaznamenalo obrovský úspěch. Album obsahuje celkem dvanáct písní. „To Anyone“ se uchytilo v žebříčku nejlepších TOP 10 songů po jeden týden. Album zaznamenalo také veliký prodej, na iTunes obsadilo první příčky v žebříčku nejprodávanějších a nejžádanějších alb v kategorii Hip-Hop. Veliký úspěch a prodejnost mělo také v Japonsku.
Album obsahuje dvanáct songů a zahrnuje jedny z nejznámějších a nejoblíbenějších songů, jako jsou „Clap Your Hands“ (Korejsky: 박수쳐), „Go Away“ a „Can’t Nobody“. Do alba také patří i první sóla členky Park Bom – „You & I“ a duet Minzy a CL „Please Don’t Go“. Mimo to se také v albu objevila anglická verze songu „Can’t Nobody“, která vyšla v lednu 2011.
2NE1 vyhrály první místo na Mnet's M! Countdown s písní „Clap Your Hands“, následující den pak na KBS Music Bank s „Go Away“ a o týden později vystoupily na SBS Inkigayo s „Can’t Nobody“. Lze říci, že 2NE1 dostaly celkem jedenáct ocenění na různých hudebních přehlídkách po celé propagační období alba „To Anyone“.
V roce 2010 2NE1 začaly druhou sérii seriálu 2NE1TV, který umožňuje nahlédnout do soukromí skupiny. Celá tato série také dokumentuje události kolem vydání prvního velikého alba „To Anyone“ a veškeré jejich akce a vystoupení.

### Druhé minialbum, Japonský debut a NOLZA koncert (2011)

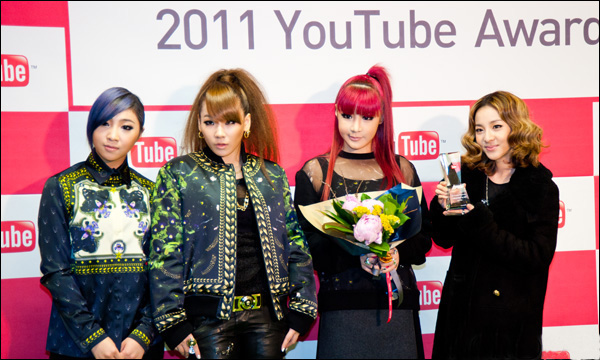
2NE1 roku 2011 na YouTube Award ceremony.

18. dubna 2NE1 oznámily, že chystají comeback s druhým minialbem, které by se mělo objevit v květnu nebo v červnu. 21. dubna je pak vydáno druhé sólo jedné ze členek skupiny Park Bom – „Don’t Cry“. Objeví se také i akustická verze této písně. 11. května je uvolněn song „Lonely“ a 24. června následuje populární song „I Am The Best“ (Korejsky: 내가제일잘나가) a s ním i celé album. To opět produkoval Teddy Park a na produkci některých songů spolupracovala také Lydia Paek. Druhé minialbum vyšlo také v japonské verzi, která se objevila po koncertu NOLZA v Japonsku. Japonská verze nese stejný název jako koncert, tedy NOLZA.
Téhož roku uspořádaly 2NE1 svůj první koncert pod názvem NOLZA, který proběhl v Koreji a v Japonsku. V říjnu 2011 MTV Iggy, mezinárodní odnož televize MTV, vyhlásila celosvětovou soutěž mezi 10 skupinami z celé planety, které se zúčastnily volby Best New Band (nejlepší nová skupina). S písní „I Am the Best“, 2NE1 dosáhly na vítězství a získaly tak své první ocenění ve Spojených státech. Při té příležitosti poté vystoupily na Times Square v New Yorku v prosinci roku 2011.

### Comeback, celosvětové turné, druhé japonské album (2012)

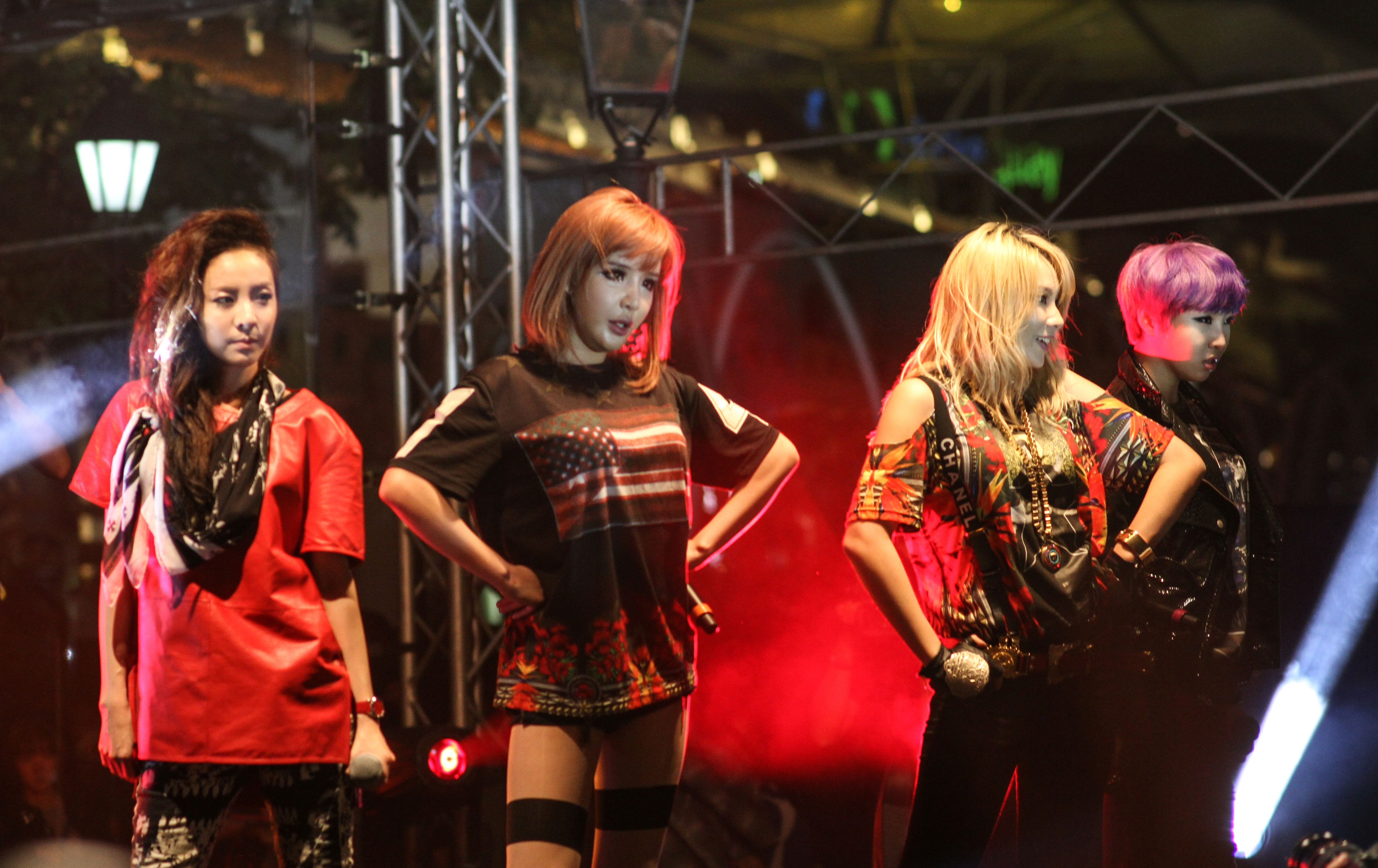
Vystoupení v roce 2012

Začátkem roku 2012 vydaly druhé japonské album s názvem Collection. V březnu byl vyšel singl „Be Mine“ v souvislosti s kampaní společnosti INTEL s názvem Make Thumb Noise. V červenci téhož roku vyšel singl „I Love You“. Spolu s ním se mělo objevit i nové album, jehož vydání bylo nakonec odloženo.
V roce 2012 uspořádala skupina celosvětové turné s názvem New Evolution Tour, se kterým opět zavítala i do Spojených států. Toto turné bývá považováno za vůbec první světové turné dívčí K-pop kapely. Koncem léta 2012 se také objevila po boku zpěvačky Nicki Minaj a dalších významných umělců jako Big Sean nebo atletů jako Derrick Rose při propagaci nové kolekce značky Adidas.
Skupina připravovala vydání svého druhého studiového korejského alba. Vydání bylo nakonec společností YG odloženo z listopadu 2012 na začátek roku 2013, aby si skupina stihla odpočinout po náročném světovém turné. Roku 2012 byli vybrány jako nejlepší skupina roku MTV Iggy. V této kategorii byli dříve oceněni například Jonas Brothers, Justin Bieber nebo Lady Gaga.

### Světová spolupráce, sólo CL (2013-2014)
2NE1 také spolupracovala s Will.I.Am. Spolu vydali singly „Take the World On“ a „Gettin' Dumb“, který vyšel i na jeho albu #willpower. Také vystupovala se Snoop Doggem, který si skupinu vyžádal na svém koncertu v Soulu, sponzorovaný značkou Adidas All Originals. Téhož roku Will a Jaden Smithovi navštívili studio YG Entertainment a projevili zájem o spolupráci s CL a G-Dragonem (leader Big Bang). 28. května leaderka skupiny CL vydala svůj první sólo singl „The Baddest Female“.
Dne 8.7. vyšel singl „Falling In Love“, se kterým den před vydáním, tedy 7.7. 2NE1 měly vystoupit na SBS Inkigayo. Toto vystoupení spolu s celým Inkigayem bylo zrušeno z důvodu havárie korejského letadla na Kalifornském letišti. Celé Inkigayo se posunulo o další týden. Mezitím skupina vystoupila na M!Countdown a MBC Music Core a několikrát se singlem vyhrála první místo.
V lednu 2014 se skupina objevila v epizodě americké televizní show The Bachelor  a ve finálovém díle 21. série America's Next Top Model (natáčení probíhalo v Jižní Koreji). V únoru vydala kapela druhé korejské album Crush spolu se singly „Come Back Home“ a „Gotta Be You“. Album se dostalo na 61. příčku americké hitparády Billboard 200 a stalo se ve své době nejprodávanějším K-pop albem ve Spojených státech. Skupina pak s albem zahájila i další turné po asijských zemích All or Nothing World Tour.

### Rozpad kapely a ukončení činnosti (2015-2022)
Členka Bom opustila zábavní průmysl na základě obvinění z pašování drog do Koreji, byť podle jejího pozdějšího vyjádření šlo pouze o dovoz léků, které jsou ve Spojených státech legální a užívala je na tlumení poruchy pozornosti ADD, kterou trpěla dlouhodobě, ale nezmínila se o ní před fanoušky. To nakonec potvrdila i její agentura D-Nation. Ostatní členové kapely tak během roku 2015 hledaly další příležitosti: Dara se vrátila ke své herecké kariéře a hrála v seriálech Dr.Ian, We Broke Up a KBS's Missing You, zatímco Minzy otevřela Millennium Dance Academy. CL pak začala sólovou kariéru ve Spojených státech se singlem „Hello Bitches“. Společně pak skupina během roku vystoupila pouze jednou na 2015 Mnet Asian Music Awards v Hongkongu.
V dubnu 2016 pak Minzy neprodloužila svou smlouvu s YG Entertainment, která oznámila její odchod 25. listopadu, a tím se kapela rozpadla. CL a Dara si zachovaly své smlouvy jako sólové interpretky a Bom byla ze své smlouvy uvolněna.
V roce 2017 nahrála skupina už pouze jako trio poslední singl „Goodbye“. V roce 2022 se pak po dlouhé odmlce skupina znovu spojila a vystoupila na festivalu Coachella.

## Diskografie

### Korea

#### Alba
| Album               | Rok vydání | Producent  | Počet písní |
| ------------------- | ---------- | ---------- | ----------- |
| 2NE1 1st Mini Album | 2009       | Teddy Park | 6           |
| To Anyone           | 2010       | Teddy Park | 12          |
| 2NE1 2nd Mini Album | 2011       | Teddy Park | 6           |
| Crush               | 2014       | Teddy Park | 10          |

#### Singly
| Singl      | Rok vydání | Producent  |
| ---------- | ---------- | ---------- |
| I Love You | 2012       | Teddy Park |

### Japonsko

#### Alba
| Album      | Rok vydání | Producent  | Počet písní |
| ---------- | ---------- | ---------- | ----------- |
| Nolza      | 2011       | Teddy Park | 6           |
| Collection | 2012       | Teddy Park | 11          |

## Turné

### Hlavní koncerty
- Nolza (2011)
- Nolza v Japonsku (2011)
- New Evolution světové turné (2012)
- All or Nothing světové turné (2014)

### Ostatní koncerty
- YG Family koncert (2010)
- YG Family koncert k 15. výročí (2011–2012)
- Coachella (2022)